# El carrer Scream (sèrie de televisió)
El carrer Scream (Scream Street en anglès) és una sèrie de televisió animada de comèdia i terror per a nens, que s'emet al canal CBBC del Regne Unit. És una sèrie basada en els llibres del mateix nom de Tommy Donbavand. S'ha emès en català al canal SX3.
El 2020 se'n va confirmar una segona temporada.

## Argument
En Luke quan s'enfada es transforma en home llop i té una força que no pot controlar. Els seus pares, en Mike i la Sue, gràcies a l'Agència d'Allotjament d'Individus Inusuals, es traslladen a viure en una casa del carrer Scream. Però ben aviat veuran que no és un lloc gaire normal, sinó que aquesta casa és un món paral·lel on hi ha tota mena de monstres i éssers extraordinaris. En Luke fa nous amics com l'RH Negatiu, un vampir que en realitat no ho és del tot, i la Cleo, una nena momificada a Egipte fa 4.000 anys. Fan colla i viuran un munt d'aventures paranormals.

## Producció
Scream Street és una coproducció entre Factory, Coolabi Productions, ZDF Enterprises i Ingenious Media per a CBBC.

## Personatges
- Luke Watson és un adolescent aventurer, que acaba de descobrir que és un home llop inestable.
- RH Negatiu, un "vampir estrella del rock" sarcàstic però divertit, que no té ullals de vampir, no pot convertir-se en ratpenat i beu suc de tomàquet en lloc de sang.
- Cleo Farr, una mòmia de 4.000 anys, que fa amistat amb en Luke i l'RH, tot i saber que es faran vells sense ella.
- Sue Watson, la mare d'en Luke, que fa tot el possible per mantenir la seva família sota control
- Mike Watson, el pare d'en Luke, un home massa sensible que encara no s'ha acostumat a la vida al carrer Scream.
- Luella, la neboda de l'Eefa i admiradora de l'RH.
- Eefa, la bruixa.

## Repartiment
| Personatge      | Doblatge original | Doblatge en català |
| --------------- | ----------------- | ------------------ |
| Luke Watson     | Tyger Drew-Honey  | Marc Gómez         |
| RH Negatiu      | Rasmus Hardiker   | Jaume Cuartero     |
| Cleo Farr       | Tala Gouveia      | Elena Rubio        |
| Mike Watson     | Jim Howick        | Gerard Flores      |
| Sue Watson      | Claire Skinner    | Mariona Bosch      |
| Alston Negatiu  | John Thomson      | Germán José        |
| Bella Negatiu   | Debra Stephenson  | Núria Casas        |
| Sr. Otto        | John Thomson      | Jordi Pineda       |
| Eefa            | Debra Stephenson  | Maria Romeu        |
| Luella          | Claire Skinner    | Ana Maria Camps    |
| Doug            | Rasmus Hardiker   | Jordi Salas        |
| Dr. Skully      | John Thomson      | Joaquim Casado     |
| Niles Farr      | John Thomson      | Miquel Roldán      |
| Dixon           |                   | Toni Astigarraga   |
| Farp            |                   | Mark Ullod         |
| Sophie Carnviva |                   | Ana Maria Camps    |